# Ajar (Mauritania)
Ajar è uno degli undici comuni del dipartimento di Sélibabi, situato nella regione di Guidimagha in Mauritania. Contava 11.331 abitanti nel censimento della popolazione del 2000.